# يان كارمايكل
يان كارمايكل (بالإنجليزية: Ian Carmichael)‏ هو مهندس ومنتج أسطوانات ومهندس الصوت وملحن بريطاني، ولد في 1 يونيو 1960.

## وصلات خارجية
- يان كارمايكل على موقع ميوزك برينز (الإنجليزية)
- يان كارمايكل على موقع ديسكوغز (الإنجليزية)